# Бабаев, Аловиддин Ишанович
Аловиддин Ишанович Бабаев (тадж. Аловиддин Бобоев; 5 ноября 1931, Ходжент, Таджикская ССР — 15 декабря 1994, Худжанд, Согдийская область, Республика Таджикистан) — советский таджикский государственный и партийный деятель. Министр сельского хозяйства Таджикской ССР, первый секретарь Горно-Бадахшанского областного комитета Компартии Таджикистана, член ЦК КП Таджикистана.

## Биография
Родился 5 ноября 1931 в Ходженте Таджикской ССР (ныне город Худжанд Согдийской области Республики Таджикистан), в семье известного в то время каменотёса, таджика по происхождению. Учился в средней школе имени Горького в Ходженте, после окончания школы в 1944 году поступил в Ленинабадский сельскохозяйственный техникум, по окончании которого в 1947 году поступил на агрономический факультет Таджикского сельскохозяйственного института.
После окончания учёбы в 1952 году свою трудовую деятельность начал главным агрономом, затем заместитель директора Куркатской Машинно-тракторной станции Науского района (ныне Спитаменский район) Ленинабадской области Таджикской ССР.
Младший научный сотрудник, затем исполняющий обязанности старшего научного сотрудника отдела хлопководства Академии наук Таджикской ССР (1953—1958).
Младший научный сотрудник, исполняющий обязанности заведующего отделом селекции и семеноводства Таджикского научно-исследовательского института земледелия АН Таджикской ССР (1958—1960).
Директор Ленинабадской комплексной зонально-опытной станции (1960—1961).
Директор Совхоза-техникума имени Ленина Матчинского района (1961—1963).
Заведующий отделом сельского и водного хозяйства Комитета партийного и государственного контроля ЦК КП Таджикистана и Совета Министров Таджикской ССР (1963—1966).
Начальник Главного управления хлопководства Министерства сельского хозяйства Таджикской ССР (04.1966—12.1970).
Член оргкомитета Президиума Верховного Совета Таджикской ССР по Ленинабадской области (25.12.1970—02.1971).
Заместитель председателя Ленинабадского областного исполнительного комитета Совета депутатов трудящихся (02.1971—12.1972).
Секретарь Ленинабадского областного комитета Коммунистической партии Таджикистана (12.1972—12.1978).
Первый секретарь Горно-Бадахшанского областного комитета Компартии Таджикистана (15.12.1978—05.06.1982).
Депутат Верховного Совета СССР 10-го созыва, член Комиссии по здравоохранению и социальному обеспечению Совета Национальностей Верховного Совета СССР (1979–1984).
С июня 1982 года Первый заместитель министра, а с октября 1982 года Министр сельского хозяйства Таджикской ССР (1982—1985).
Скончался 15 декабря 1994 в возрасте 63 лет в городе Худжанде Республики Таджикистан.

## Общественная деятельность
избирался:
- делегатом XVIII и XIX съездов КП Таджикистана 1976 и 1981 гг.
- членом ЦК КП Таджикистана,
- депутатом Верховного Совета СССР (10-го созыва) — депутат Совета Национальностей Верховного Совета СССР от Мургабского избирательного округа № 714 Горно-Бадахшанской автономной области (1979—1984),
- делегатом XXVI съезда Коммунистической партии Советского Союза 1981[4][5][6].

## Член редколлегий научных журналов
- журнал «Хлопководство» (орган Минсельхоза СССР, Минводхоза СССР),
- журнал «Сельское хозяйство Таджикистана»[4].

## Награды и звания
- Орден Октябрьской Революции (04.11.1981)
- Орден Трудового Красного Знамени (14.12.1972)
- Два ордена «Знак Почёта» (27.08.1971; 25.12.1976)
- Медаль «За трудовую доблесть» (1965)
- Медалью «За доблестный труд. В ознаменование 100-летия со дня рождения Владимира Ильича Ленина» (1970)
- Медаль участника ВСХВ (№ 217255, 1956),
- Серебряная медаль ВДНХ «За успехи в народном хозяйстве СССР» (1967),
- Золотая медаль ВДНХ «За достигнутые успехи в развитии народного хозяйства СССР» (1968; 1976),
- Медаль «За отличие в охране государственной границы СССР» (1980),
- Медаль «Ветеран труда» (1989),
- Почётная грамота Президиума Верховного Совета Таджикской ССР (1964),
- Заслуженный агроном Таджикской ССР (1966),
- Лауреат Диплома Почёта ВДНХ СССР (1970)[4][5].

## Память
- На родине, в Согдийской области, в Худжанде его имя присвоено Средней школе № 12 (2001),
- Проведены торжественные мероприятия, посвященные 70-летию А. И. Бабаева в Горно-Бадахшанской автономной области (2001),
- По случаю его 70-летия состоялись торжественные мероприятия в г. Худжанде (11.2001):

«Доброе имя — это не машина, которая может сломаться, смогут угнать, ни дом, который со времени становится ветхим или разрушится, доброе имя — бесценное наследие, оставленное навечно Аловиддином Ишановичем Бабаевым»— 

## Семья
- Отец — Бабаев Ишан тадж. Эшон Бобохон (1899—1957) — был по профессии известным каменотёсом, обтёсывал жерновых камней для мельниц, в советский период работал наблюдателем за распределением воды на оросительной насосной станции. Мать — Дониёрова Махфират (1906—1983) — работала учительницей (1931—1957), член КПСС (с 1946)[4][7].
- Жена — Ахророва Матлуба (1931—2004) — выпускница Ленинабадского женского учительского института (1950), Отличник просвещения ТаджикССР, работала учительницей в системе образования Таджикистана более — 40 лет, в последние годы жизни работала в средней школе № 15 г. Душанбе.
- Дочери:

- Ходжибаева Мавзунахон (1952—2013) — выпускница факультета иностранных языков Ленинабадского госпединститута им. Кирова, работала в Областной детской библиотеки г. Худжанда;
- Мирзоахмедова Мавджудахон (р. 1954) — выпускница Ленинабадского госпединститута им. Кирова, работает учительницей в Гимназии им Гёте;
- Хасанова Мамлакатхон (р. 1962) — выпускница ТГУ им. Ленина, работает зам. директора Средне-образовательного учреждения № 15 Гафуровского района Согдийской области.

## Публикации
- А. Бабаев, Персональный пенсионер союзного значения. А. Бабаев: Я за льготы … // Коммунист Таджикистана. — 1988. — 7 августа (№ 183 (17526)). — С. 2.
- А. Бобоев. Ҳар қитъа замин барои кишт аст = [Каждый участок земли для посева] (тадж.) // Адабиёт ва санъат. — 1984. — 22 марти (шум. 8). — С. 2—3.